# Akszúm
Akszúm (vagy Axum) város Etiópiában, Tigré szövetségi állam területén, annak Mehakelegnaw (Központi) Zónájában. Az ókorban és a kora középkorban az Akszúmi Királyság székhelye volt. Építészeti emlékei miatt az UNESCO világörökség-listáján is szerepel. Fő gazdasági ágazatai a mezőgazdaság és a turizmus, utóbbinak köszönhetően az északi országrész egyik leggyorsabban fejlődő területe. A városban 2007 óta modern egyetem működik.

## Fekvése
Akszúm 1000 km-re északkeletre fekszik Addisz-Abebától, mellyel napi két repülőgépjárat köti össze. a közeli nagyvárosokkal és a fővárossal menetrend szerinti buszjáratok kapcsolják össze, a környék úthálózata a helyi viszonyokhoz képes jól kiépített.

## Történet
A város területén számos építészeti emlék maradt fenn a legkorábbi időkből. Az első obeliszkek a Kr. e. 5000-2000 közötti időszakra datálhatóak.

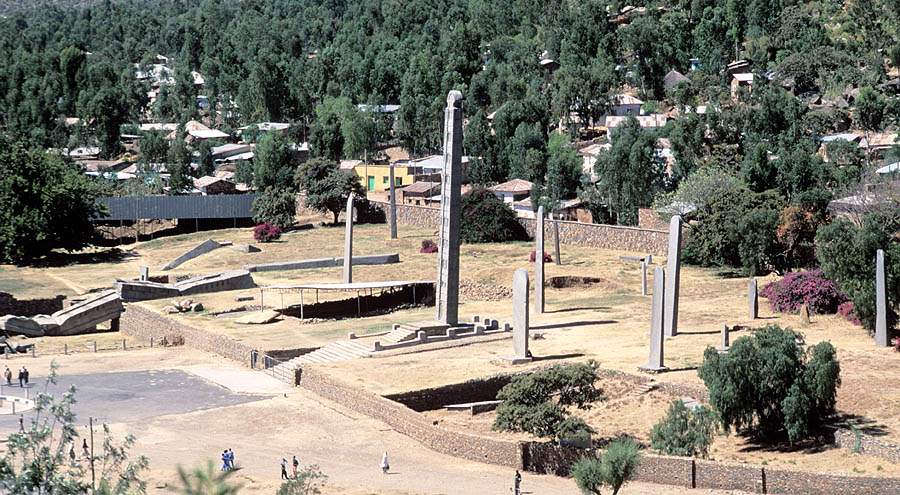
Az Északi Sztélé Park

A D’mt királyság hanyatlása után Észak-Etiópia legerősebb állama az Akszúm körül megszerveződő birodalom lett, mely a Kr. u. 4. században, Ezana uralkodása alatt élte fénykorát. Ekkor jelent meg a kereszténység is, majd Akszúm a birodalom (és a későbbi Etiópia) egyházi központjává vált.
A város a legkorábbi időkben kapcsolatba került az iszlámmal. Amikor Mohamed elmenekült Mekkából, lányát és vejét Akszúmba küldte, annak (arabul) Ahama ibn Abjárnak nevezett királyának oltalmába ajánlva őket. A velük érkezett menekültek közül néhányan később sem tértek vissza Arábiába és az Akszúmi Királyság magas tisztségeit is elnyerték. Az arab hagyományok szerint a király (titokban) felvette az iszlámot, míg az etióp emlékezet azt őrizte meg, hogy a muszlimok tértek át a kereszténységre.
A 7. századtól az iszlám közel-keleti és észak-afrikai terjeszkedésével megindult az Akszúmi Királyság hanyatlása mely a város gazdasági szerepének és lakosságának csökkenéséhez vezetett. Az etióp állam késő középkori újjászületésekor a központ délebbre, a magasföld belső régióiba került át, Akszúm egyházi vezető szerepe azonban később is fennmaradt.

## Népesség
Akszúm népessége a 2007-es népszámlálási adatok szerint 44 629 fő. 2005-ben a népesség háromnegyede az Etióp Ortodox Egyház tagja volt, a többiek pedig az iszlámot vagy protestáns egyházak tanítását követték.

## Látnivalók

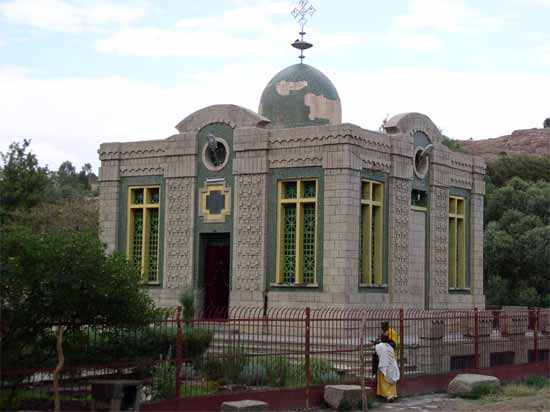
A Frigyládát rejtő kápolna

1980-ban az UNESCO felvette a város régészeti helyszíneit a Világörökség listájára.
Akszúm Etiópia legszentebb városa melyet évente rengeteg zarándok látogat meg. Elsősorban a január 7-én ünnepelt Vízkereszt és a novemberben tartott Sioni Mária ünnepe vonz sok látogatót.
Az Etióp ortodox egyház tanítása szerint a Miasszonyunk Sioni Mária Templomban található a Frigyláda benne a Tízparancsolat tábláival. Ebben a templomban koronázták meg Etiópia uralkodóit a 17. századig, majd 1872-től a császárság bukásáig.

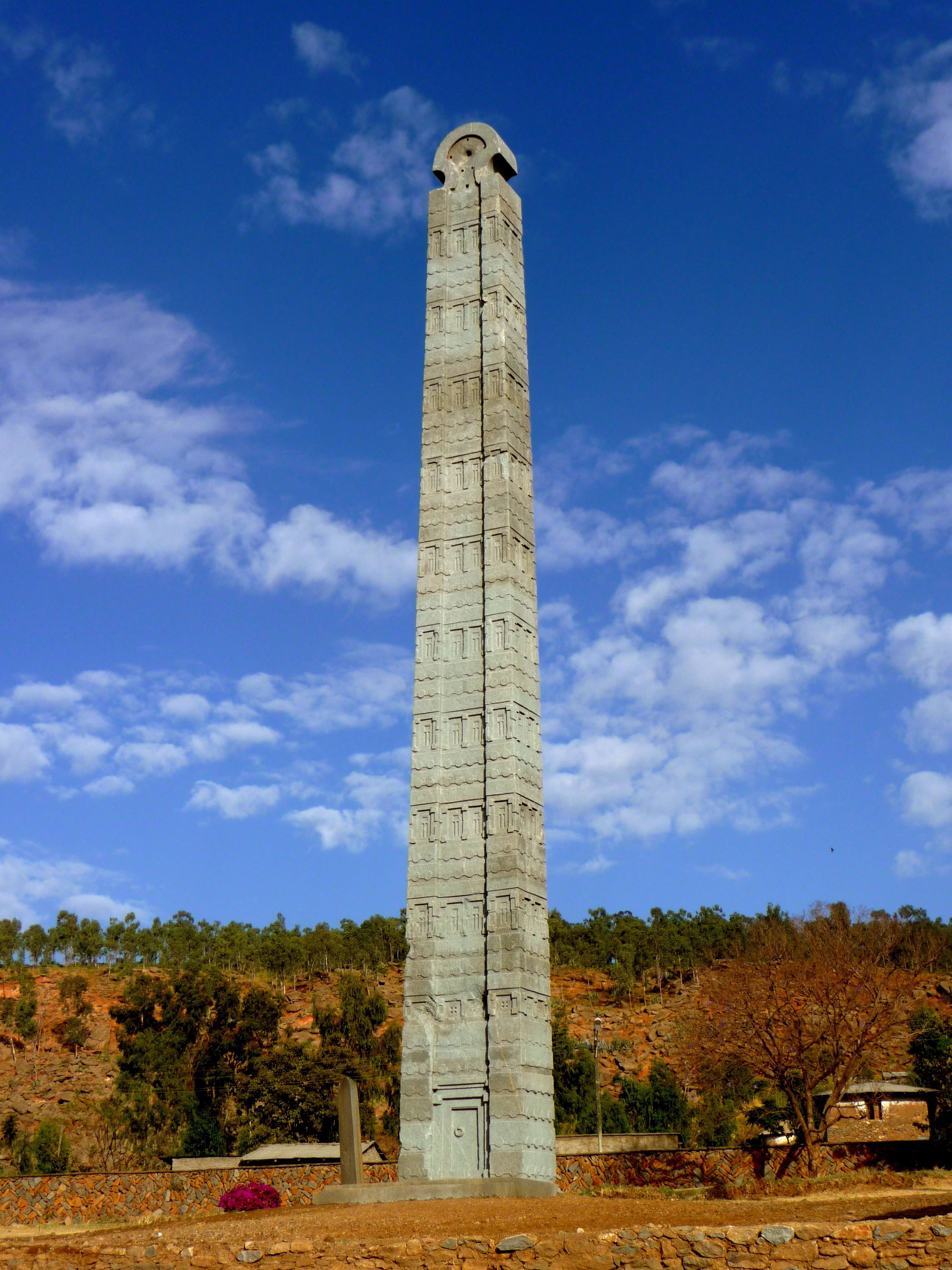
Az Obeliszk 2009-ben

A 24 méter magas, 1700 éves obeliszket az olaszok 1937-ben öt részre törve Rómába szállították és ott állították fel. A műemlék visszaadása (melyet egy 1947-es ENSZ határozat is előírt) komoly diplomáciai feszültségeket okozott a két ország között és az 1940-es években az oszlop a nemzeti ellenállás szimbólumává vált. Végül Olaszország 2005-ben adta vissza az obeliszket (egy Antonov-124-essel szállították ide), melynek helyreállítási költségeit (4 millió dollár) is állta. A műemlék 2008 óta újra a városban látható.

## Fordítás
Ez a szócikk részben vagy egészben  az   Axum című angol Wikipédia-szócikk fordításán alapul.  Az eredeti cikk szerkesztőit annak laptörténete sorolja fel. Ez a jelzés csupán a megfogalmazás eredetét és a szerzői jogokat jelzi, nem szolgál a cikkben szereplő információk forrásmegjelöléseként.